# 多布纳反应
Doebner反应（Doebner reaction）
芳胺与醛和丙酮酸共热时，产生取代的4-喹啉甲酸。